# Іспанське село (Пальма)

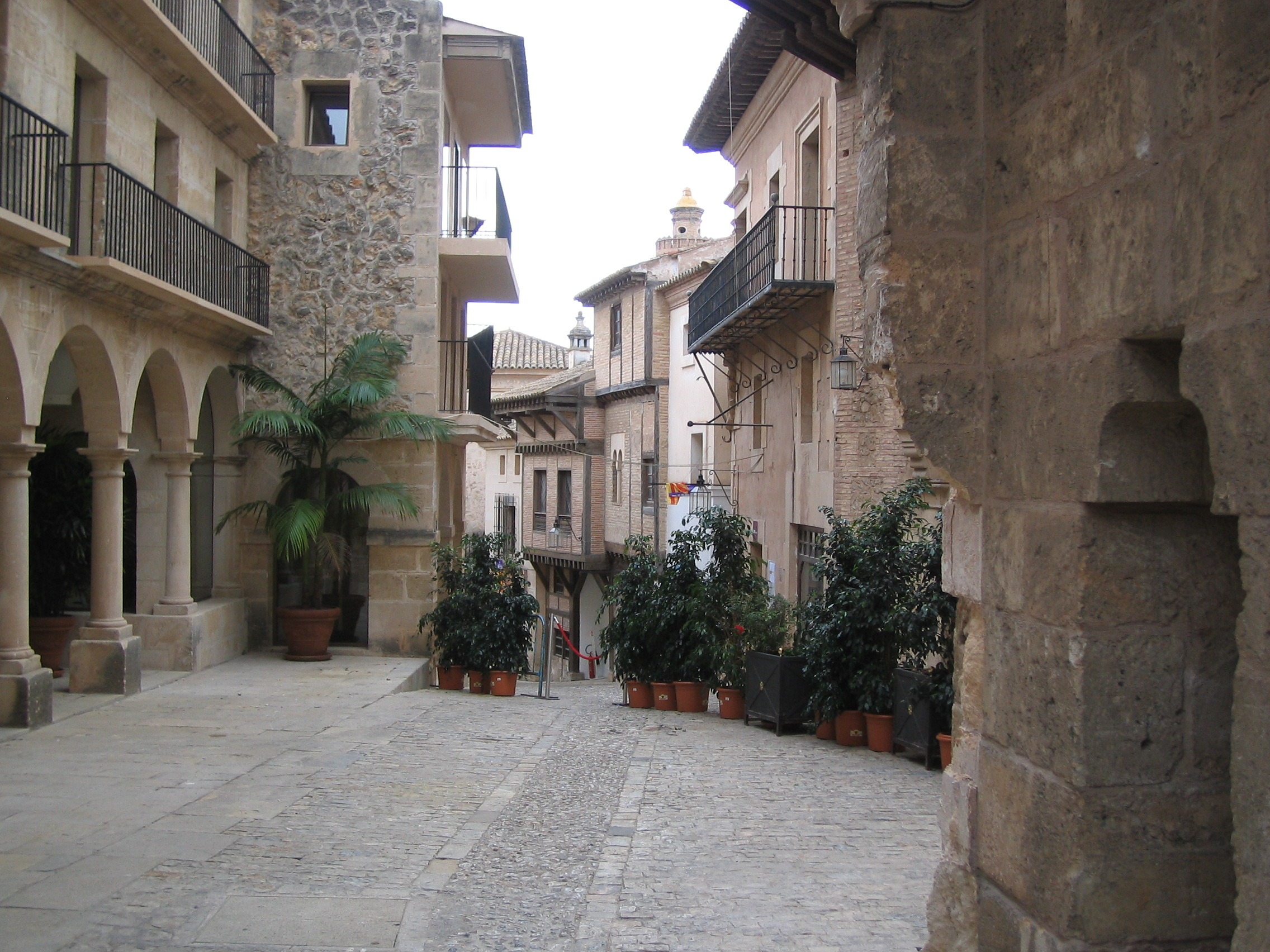
Одна з вулиць музею

«Іспа́нське село́» (кат. Poble espanyol) — музей просто неба у місті Пальма, о. Мальорка. Розташований у районі Сон-Еспаньолет. 
У 1960-ті роки XX століття був створений проект музейного кварталу, який мав усі типово іспанські культурні особливості: архітектуру, побут, кухню і т.п. Проект був реалізований між 1965 і 1967 роком архітектором Фернандо Чуека Гоїтія.
Музей займає простір загальною площею у 6 365 м², на якому відтворені у різних масштабах знамениті будівлі, пам'ятники, площі і вулиці різних міст Іспанії. Тут знаходяться вулиці Севільї, Толедо і Гранади, копії миртового дворика Альгамбри, мадридської Каплиці святого Антонія або будинку Ель Греко. Одночасно квартал є і музеєм народних ремесел.